# ليسوم بيتلتي
ليسوم بيتلتي (الاسم العلمي: Illicium petelotii) هو نوع نباتي يتبع جنس الليسوم من فصيلة الشزندرية.